# ۰ (قمری)
سال ۰ هجری قمری. این سال در گاهشماری قمری سال قبل از ۱ هجری قمری و سال بعد از ۱- هجری قمری است. این سال در محاسبات گاهشماری‌های هجری قمری وجود ندارد و سال ۱- بجای آن قرار دارد.
تقویم استخراجی معمولاً صفر را به عنوان یک نقطه زمانی جهت اندازه‌گیری و مقایسه طولی زمان در محاسبات خود دارد و تقویم مورخان یا حسابی که معمولاً سالشماری است صفر ندارد.